# Административно деление на Еритрея
Еритрея е разделена на 6 региона, наречени „зоби“, и на подрегиони (общини), наречени „подзоби“.
Големината на регионите зависи от хидроложкия им капацитет – по този начин правителството по-лесно контролира стопанствата и земеделието като цяло, а от друга страна премахва предпоставките за размирици между кланове и племена.
Регионите са следните:
| No. | Регион             | Подрегиони (общини) |
| --- | ------------------ | --- |
| 1   | Централен          | Берикх, Гала-невхи, Семиенави Мибрак, Середжака, Дебубави Мибрак, Семиенави Миераб, Дебубави Миераб                     |
| 2   | Южен               | Ади Кеих, Ади Кала, Ареза, Дебарва, Декемхаре, Маи Айни, Маи Мне, Мендефера, Сегенеити, Сенафе, Церона                  |
| 3   | Гаш-Барка          | Агордат, Баренту, Дге, Форто, Гогне, Хайкота, Лого-Ансеба, Менсура, Моголо, Молки, Гулудж, Шамбуко, Тесенеу, Лаелай Гаш |
| 4   | Ансеба             | Ади Текелезан, Асмат, Елаберед, Гелеб, Хагаз, Халал, Хаберо, Керен, Керкебет, Села                                      |
| 5   | Червено море север | Афабет, Архипелаг Дахлаг, Гелало, Форо, Гинда, Карура, Масава, Накфа, Шееб                                              |
| 6   | Червено море юг    | Ареета, Централна Дакхалия, Южна Дакхалия, Асаб                                                                         |